# Burg Dreiborn
Die Burg Dreiborn ist ein denkmalgeschütztes Profangebäude in Dreiborn, einem Stadtteil von Schleiden im Kreis Euskirchen (Nordrhein-Westfalen).

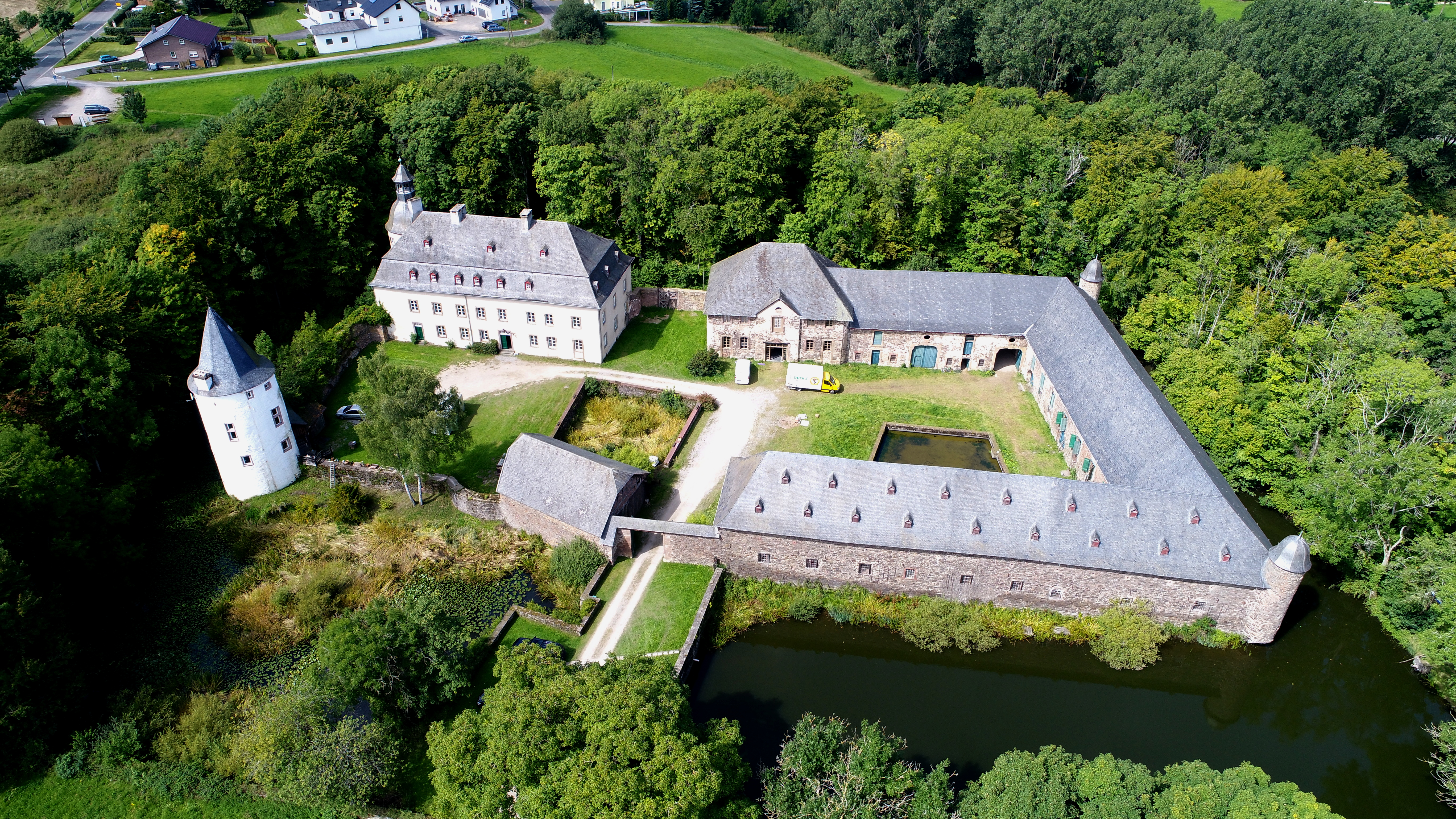
Burg Dreiborn, Luftaufnahme (2017)

## Geschichte und Architektur

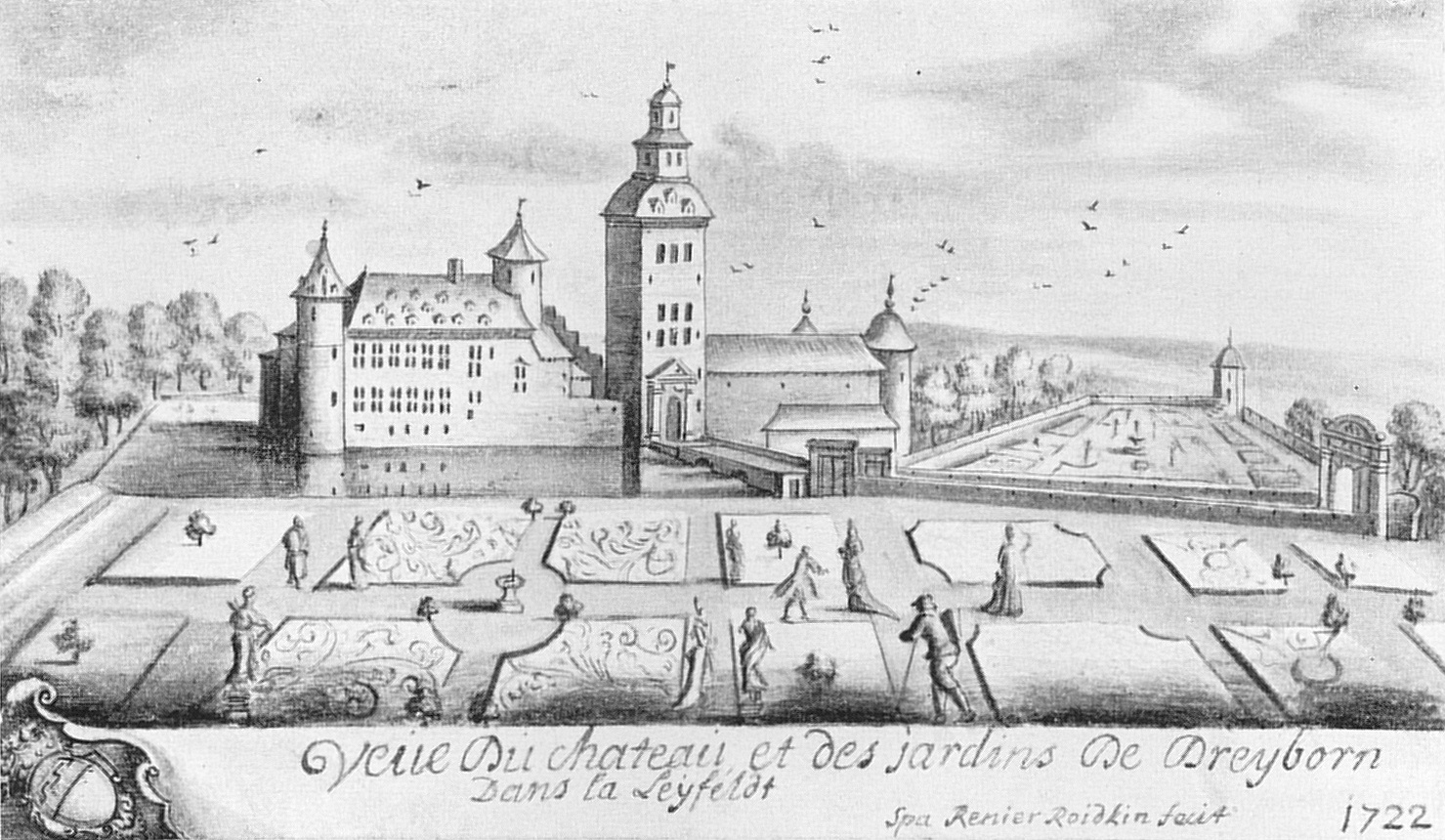
Ansicht von 1722

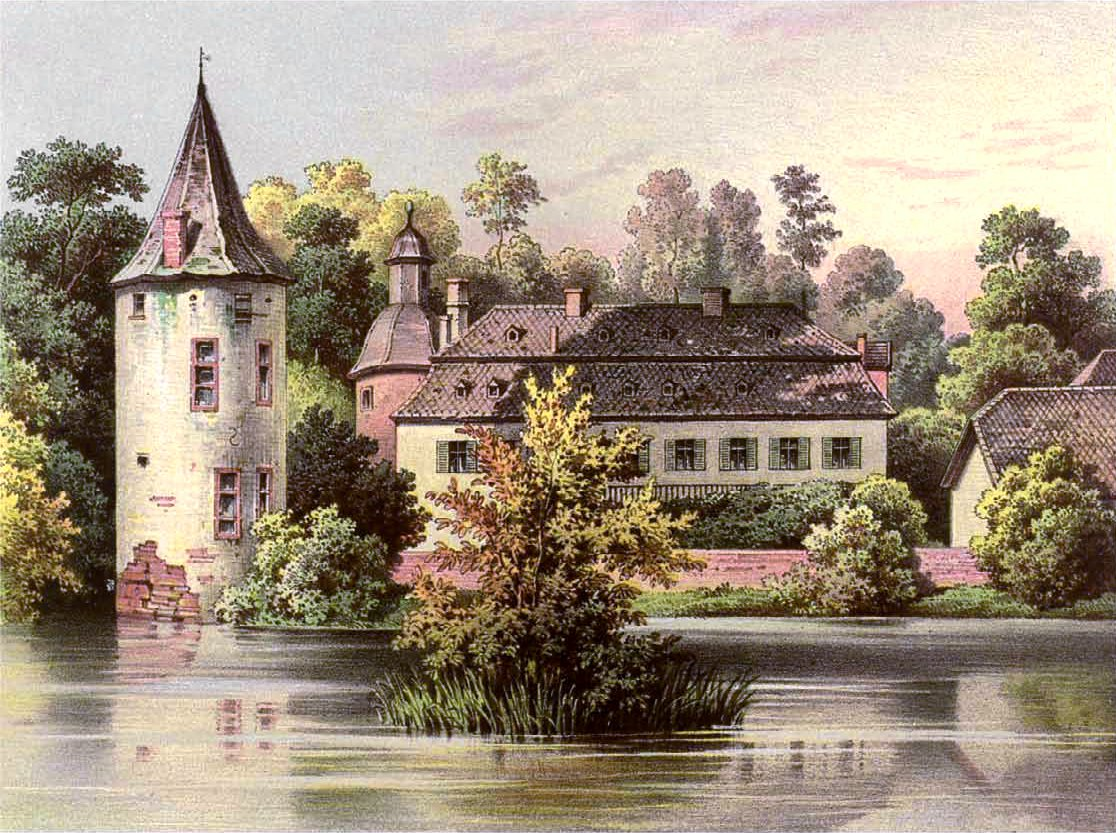
Burg Dreiborn um 1860, Sammlung Alexander Duncker

Die Anlage ist die höchstgelegene Wasserburg im Rheinland. Die ursprünglich zweiteilige, von einem breiten Wassergraben umgebene Rechteckanlage war von Süden her zugänglich. Sie wurde aus Bruchstein errichtet und ist teilweise verputzt. Die Hauptburg war ehemals vierflügelig. Von der spätmittelalterlichen Anlage sind nur noch der heute freistehende runde Südwestturm der ehemaligen Hauptburg sowie die mit zwei runden Ecktürmen versehenen Umfassungsmauern der dreiflügeligen Vorburg erhalten. Das zweigeschossige Wohnhaus der Hauptburg mit laternenbekröntem Eckturm und der Kern des südlichen Vorburgflügels entstanden bei einem Ausbau von 1680 bis 1695 durch Philipp Wilhelm Baron von Harff und seine Gemahlin Anna Catharina von Harff-Dreiborn geb. v. d. Horst, deren Ehewappen über dem Portal des Stallgebäudes direkt hinter dem Eingang zum Innenhof rechts erhalten ist. Das ehemalige Beamtenhaus und der Nordflügel der Vorburg stammen im Kern aus der zweiten Hälfte des 18. Jahrhunderts. An der Landstraße befindet sich eine barocke Wegekapelle und ein kleiner Pavillon steht auf der alten Gartenmauer.
Nach zunächst wechselnden Besitzern war Dreiborn für annähernd 400 Jahre (zwischen 1584 und 1982) im Besitz der Familie von Harff und fiel dann im Erbgang an die Familie Raitz von Frentz.
Das Wappen der Herren von Drimborn besteht seit 1325 aus drei schräg laufenden Rosen im Wappenschild und darüber einem Helm mit Mütze, an deren Spitze sich eine weitere Rose befindet. Das Dorf Dreiborn trägt auch heute noch dieses Wappen.

## Persönlichkeiten
- Clemens Freiherr von Harff (1821–1895), Landrat des Kreis Schleiden von 1863 bis 1895